# Pierre Gamarra
Pierre Gamarra (Tolosa de Llenguadoc, 10 de juliol de 1919 - Argenteuil, 20 de maig de 2009) va ser un poeta i novel·lista occità en llengua francesa.

## Obres traduïdes al català
- L'Assassí guanya el Goncourt, Traducció d'Àlvar Valls. Il·lustracions de Miquel Ratera (publicat a 1987, Pirene)
- Llegir: per què? : el llibre i l'infant (1987, Pirene)
- S'han menjat l'alfabet! (1982, La Galera)